# Луи Неел

Луи Йожѐн Фелѝкс Неѐл (на френски: Louis Eugène Félix Néel) е френски физик, носител на Нобелова награда за физика за 1970 г. „за фундаменталната работа и откритията, отнасящи се до антиферомагнетизма и феримагнетизма, които имат решаващо значение за важни приложения във физиката на твърдото тяло“. Той споделя наградата с Ханес Алфен, който от своя страна е награден за работата си върху магнитохидродинамиката.
Член на Парижката академия на науките (1953), чуждестранен член на лондонското Кралско дружество (1966) и др.

## Биография
Роден е на 22 ноември 1904 година в Лион, Франция, в семейството на Луис Неел и Мария-Антоанета (по баща Hartmayer) Неел. След завършване на гимназия Du Parc в Лион и лицей Saint-Louis в Париж, продължава образованието си в Екол нормал, където през 1928 година става преподавател. Започва следдипломна квалификация в университета в Страсбург под ръководството на Пиер Вейс, като получава докторска степен през 1932 година. През 1937 е назначен за професор във Факултета за науки в Страсбургския университет и остава на този пост до 1945. В края на войната, през 1945 г., той се записва в Университета в Гренобъл, където основава лаборатория. През 1956 Неел е поканен да създаде и ръководи Център за изследване на ядрената наука в Гренобъл, където изучава дифракцията на неутрони и кристален растеж. Той участва и в създаването на френско-германски реактор с висока плътност в Гренобъл. Благодарение на Неел Гренобъл се превръща в най-големия център за изследвания по физика.
Умира на 17 ноември 2000 година в Брив ла Гаярд на 95-годишна възраст.

## Научна дейност
Около 1930 г. Неел предполага съществуването на нова форма на намагнитеност на веществата, наречена по-късно антиферомагнетизъм. Това свойство се наблюдава при по-ниски температури, като над определена точка те губят антиферомагнитните си свойства. По аналогия с феромагнетиците, където тази температура се нарича точка на Кюри, при антиферомагнетиците тя е наречена точка на Неел. Той предполага също, че могат да съществуват и вещества с подобна, но по-различна подредба на магнитните моменти, които са наречени феримагнетици. Освен това дава обяснение на слабата намагнитеност на някои вещества, което прави възможно изучаването историята на магнитното поле на Земята. Работата на Неел намира многобройни приложения, особено за усъвършенстване на компютърните памети.